# マリボル自動車工場
マリボル自動車工場（英語: Maribor Automobile Factory、スロベニア語: Tovarna Automobilov Maribor, TAM）は、スロベニア、マリボルに本拠を置くトラックとバスの製造開発を行う自動車メーカー。

## 概要
1938年、ユーゴスラビア王国は自国で行われるライセンス生産トラックの開発コンペを開催。開発条件は道路事情が悪かった国内の道路を8,000キロ以上走行可能な車両であることが求められた 。この開発コンペにチェコの自動車メーカーであるプラガが勝利し、戦後、セルビアの農機メーカーとして知られたラコビカ社の前身となるザボヴィ・アレクサンダー・ランコビッチ（Zavodi Aleksandar Ranković, ZAR）社がベオグラードで部品供給を受け組立を開始しており、1940年に初となる完成車「プラガ RN」がラインから出荷されている。しかし、この年の6月に枢軸国による侵攻を受けたことで製造は短縮された。
ナチス・ドイツ占領下の1941年、ナチスはこの工場を航空機製造工場として使用することを決定、7月25日に準備と増設が開始されており、7,000名以上の労働者を投入し1942年2月4月に3つの工場が完成している。1943年には空襲を考慮し地下ブンカーの建設が始められているが、要塞化されたのは一部であったため、1944年の空襲により工場は甚大な被害を受けたことで製造量が減少している。なお工場ではメッサーシュミット用のエンジン製造が行われていた。

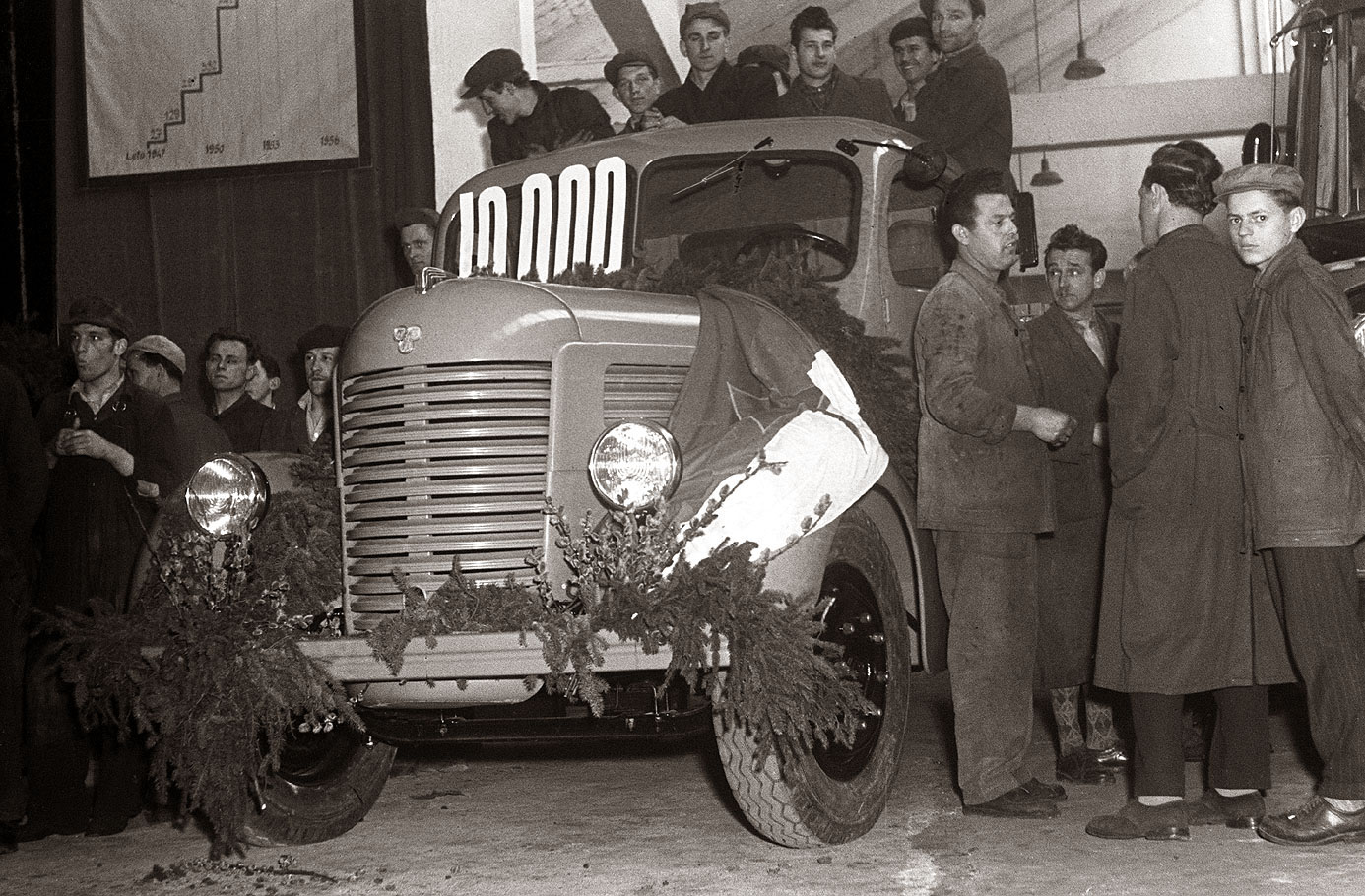
1957年に撮影されたパイオニア10,000台出荷記念の様子

戦後、ヨシップ・ブロズ・チトーの主導により連邦産業省はマリボルを航空機産業から自動車産業に切り替えることを決定。1945年12月31日、社名をテズノ・マリボル自動車工場（Tovarno avtomobilov Maribor Tezno）に変更する計画にチトーとボリス・キドリッチが署名している。工場はセルビアからマリボルへ移設。翌年にはプラガのライセンス生産となる52kwの水冷ガソリンエンジンを搭載した3トントラック「TAM Pionir」の製造を開始、1962年にまでに約17,000台が製造されている。
1957年には4.5トン積みのトラック開発のため、西ドイツの自動車メーカーであるドイツ社（Deutz AG）と自国産部品の3割を使用する内容のライセンス契約を締結。1961年に社名をマリボル自動車アンドエンジン工場（Tovarno avtomobilov in motorjev Maribor）に改名。8,000名以上の従業員を雇用し、トラック、バス、消防車、ユーゴスラビア人民軍向けの軍用トラック開発を行い、途上国向け車両の輸出を行っている。1970年代には鉄道車両とボイラーなどの製造も行われている。
1980年代、ユーゴスラビアの崩壊後に企業の再編が行われたが、子会社の倒産や経済の衰退から財政難に見舞われ1996年に解散した。

### 再生
2001年、TAMの車両製造事業はTAMから分割した事業を統合したマリボル車両工場（Tovarna vozil Maribor, TVM）に引き継がれており、スロベニア軍で使用されるMANトラックのライセンス生産を行っている 。TVMは「Viator&Vector」のグループ企業となっているが、V&V社は2011年に6,200万ユーロの負債を抱え倒産。
2014年、中国の政府機関である国務院国有資産監督管理委員会傘下の国有コングロマリット、中国ハイテク・グループ会社（China Hi-Tech Group Corporation）から出資を受け「TAM-Europe」として再生し、空港向けバスと大型バス（コーチ）の開発と製造を行っている 

## 製品

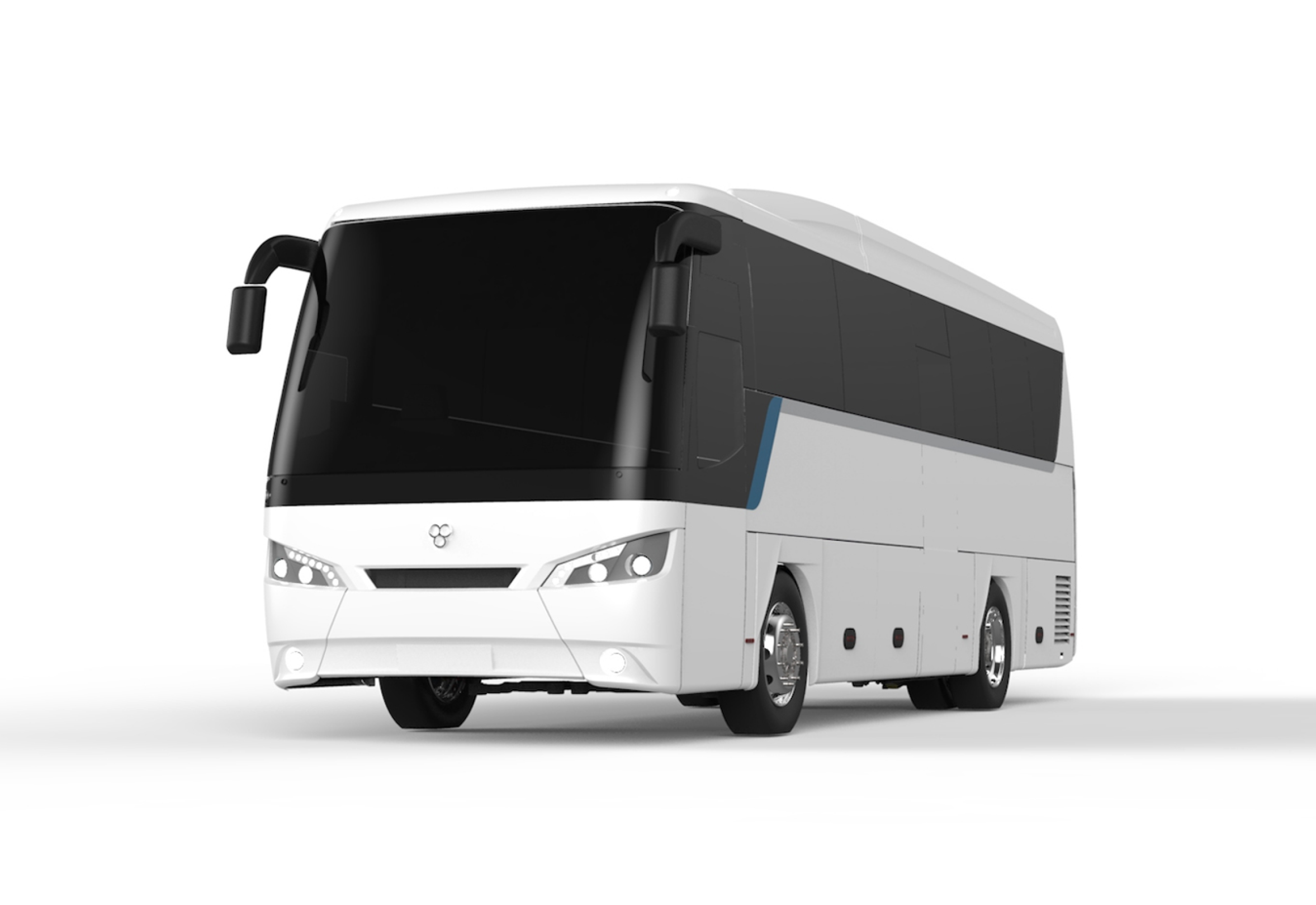
VIVEコーチ

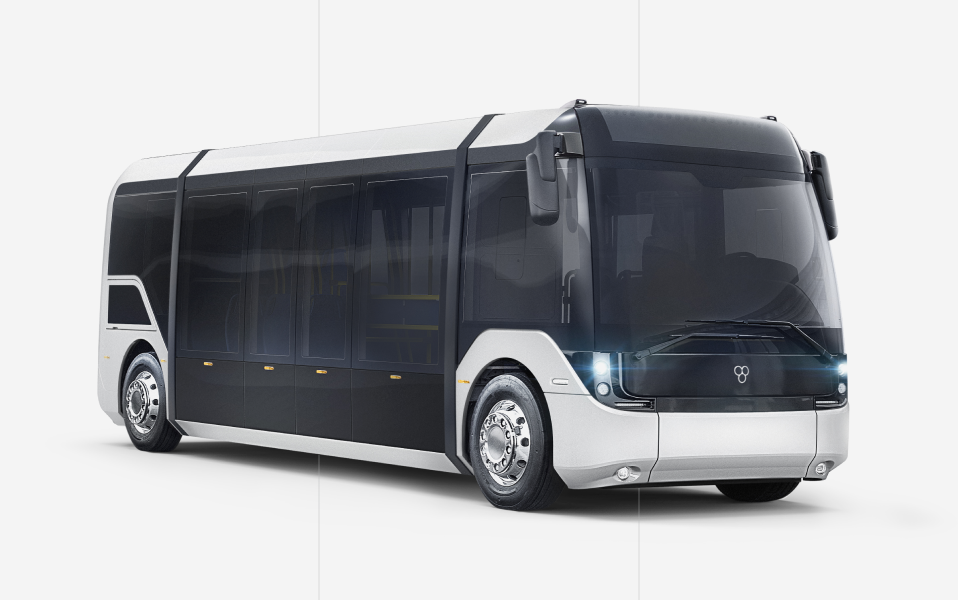
VELO電気バス

### 空港バス
- VIVAIR 60S
- VIVAIR 88W
- VIVAIR 104WL

### コーチ
- VIVE TH
- VIVE TL
- VIVE TLL
- School Bus

### 電気バス
- VELO

### 特注バス
- ROYAL VIP

## 画像

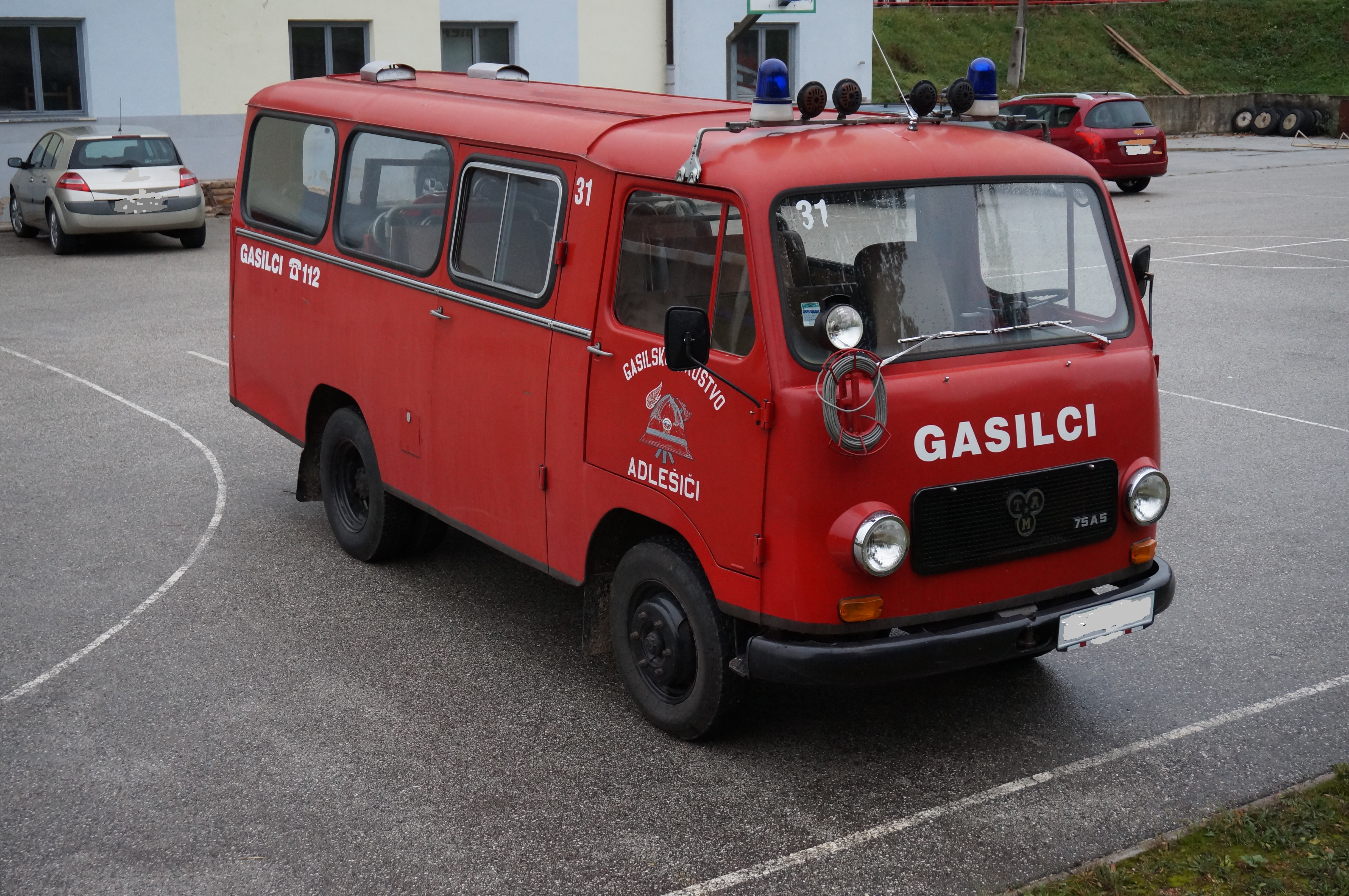
消防車仕様のTAM 75
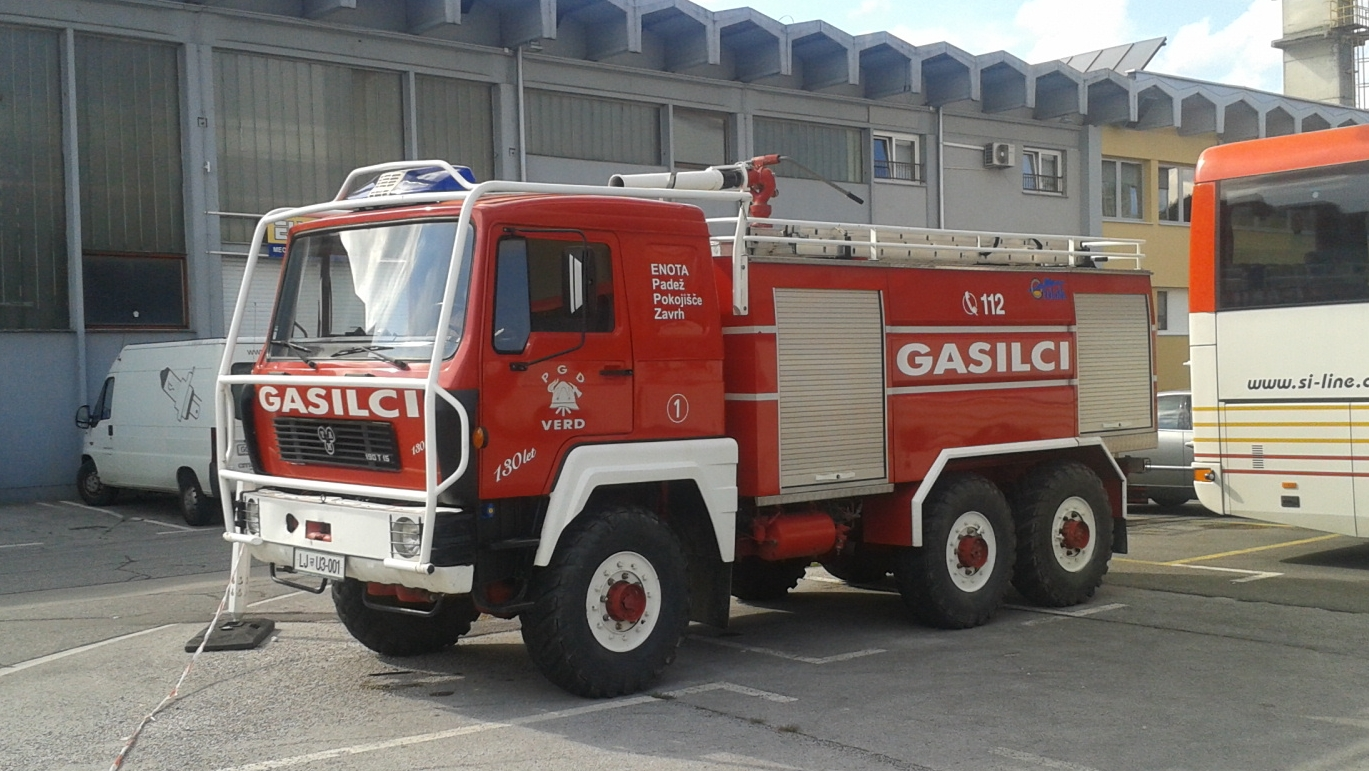
TAM 190消防車
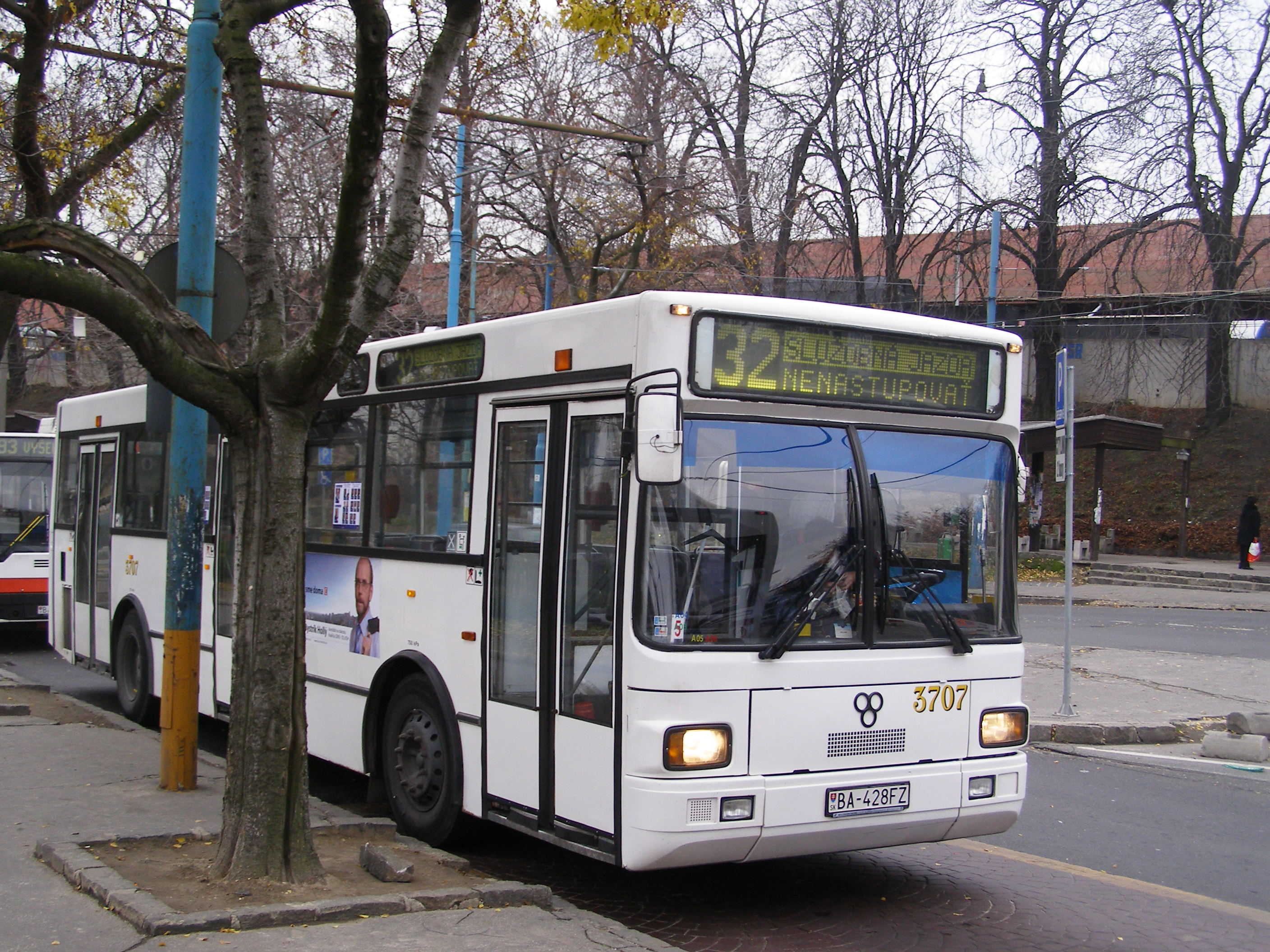
TAM 232
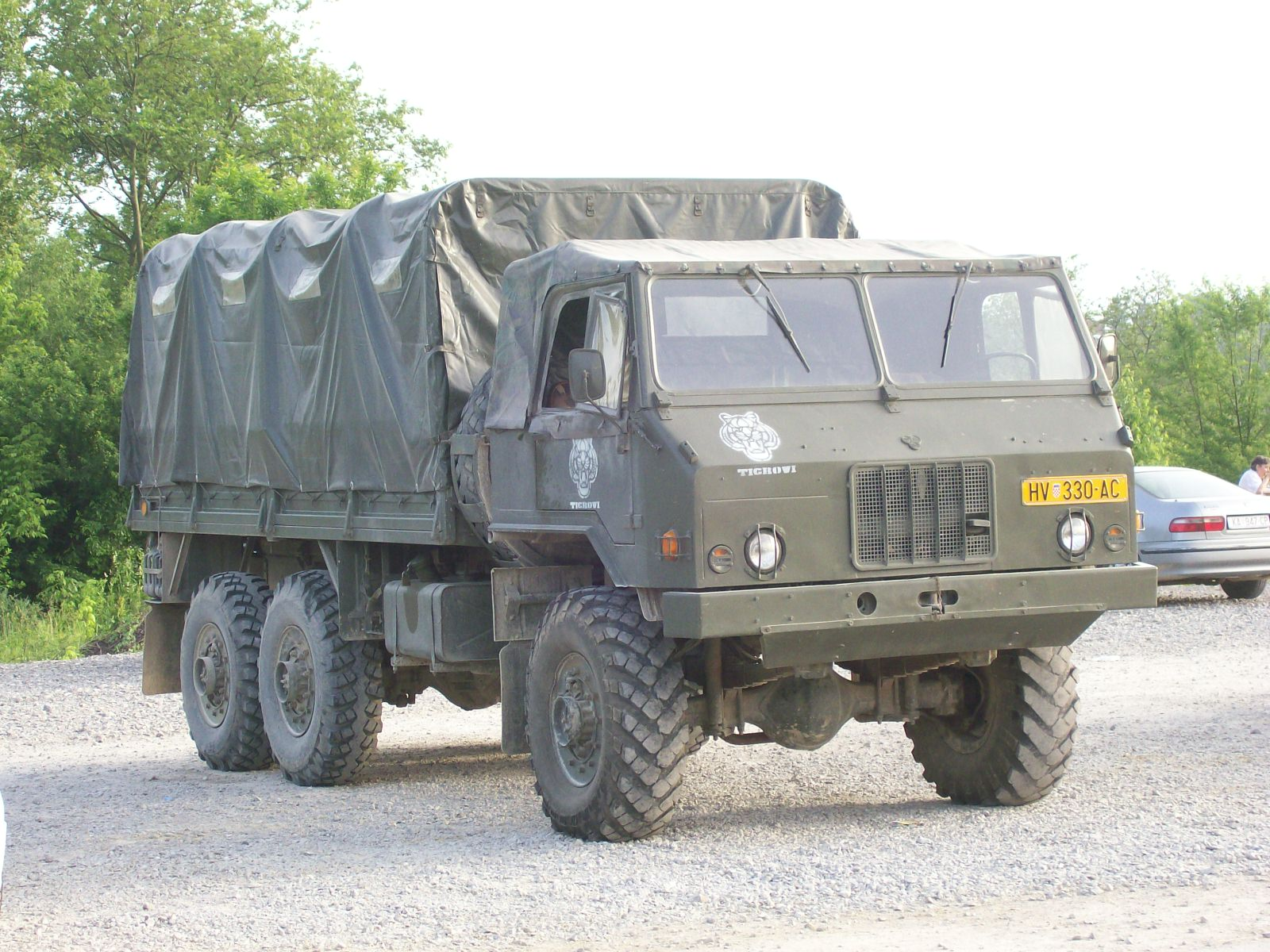
TAM 150
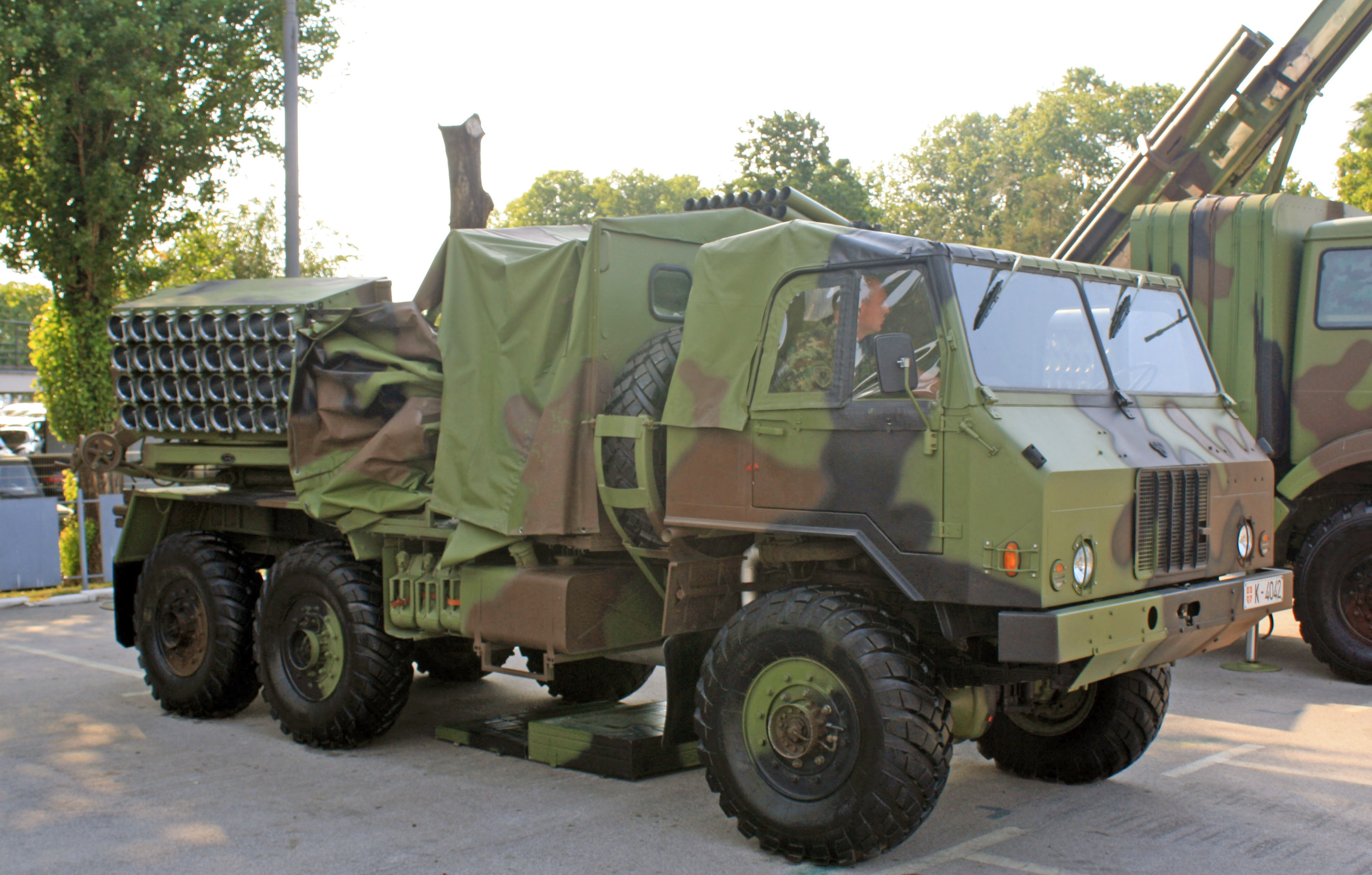
M94 Plamen S 128㎜多連装ロケット砲トラック
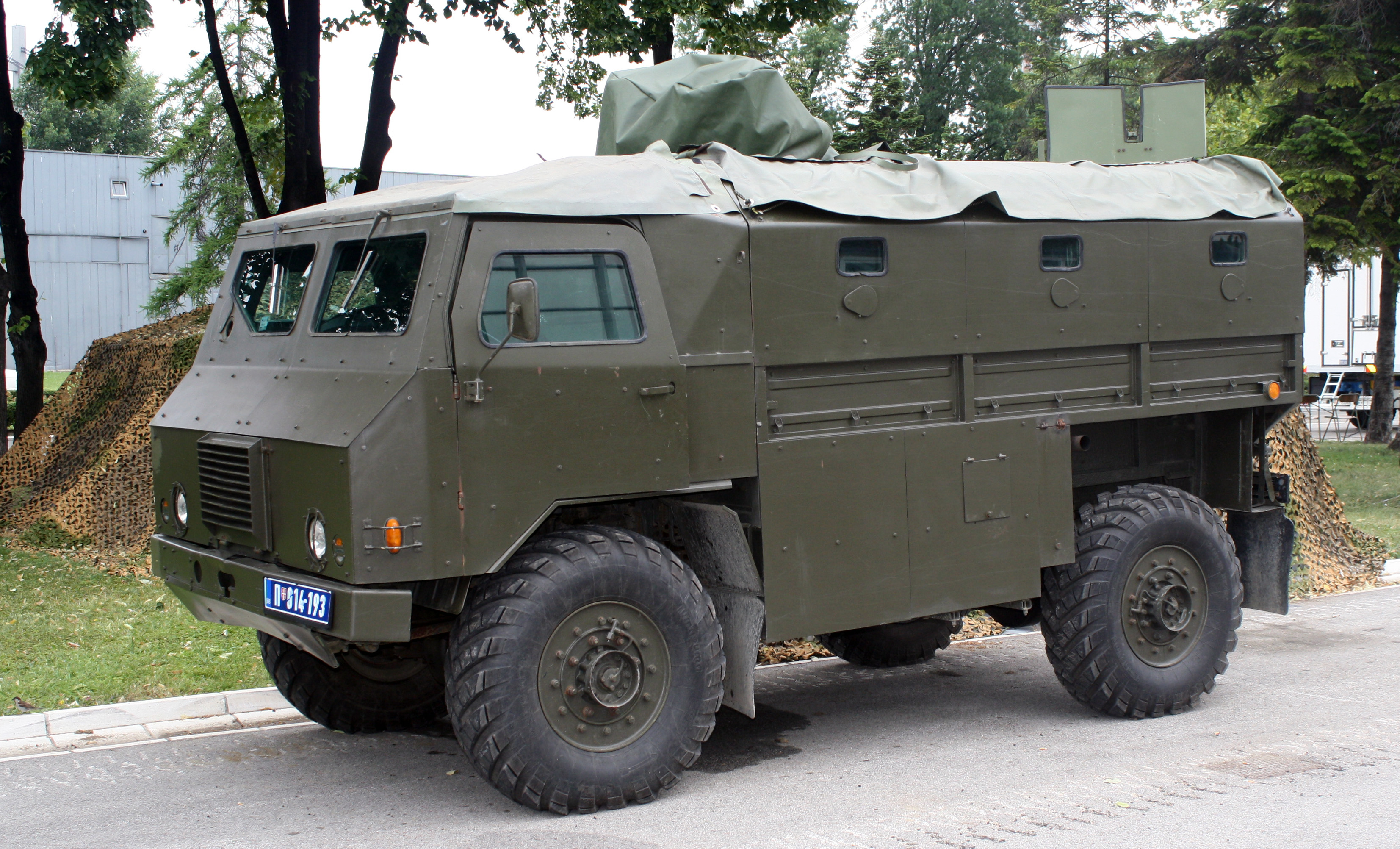
TAM110 Ris装甲車